# Ahrens (Familienname)
Ahrens ist der Familienname folgender Personen:

## Namensträger

### A
- Adolf Ahrens (Lehrer) (1869–1932), deutscher Lehrer, Heimatforscher, Schriftsteller und Museumsleiter
- Adolf Ahrens (Kapitän) (1879–1957), deutscher Kapitän und Politiker (DP), MdB
- Adolf Ahrens (Politiker) (1898–1974), deutscher Unternehmer und Politiker (FDP), Bürgermeister von Delmenhorst
- Albert Ahrens (Varel) (1852–1938), deutscher Unternehmer
- Alexander Ahrens (* 1966), deutscher Politiker (SPD), Oberbürgermeister von Bautzen
- Alfred Ahrens (1899–1959), deutscher Politiker (SPD), MdL Schleswig-Holstein
- Angelika Ahrens (* 1972), österreichische Journalistin und Moderatorin
- Anna Ahrens (Schriftstellerin, 1865) (Anna Pilot; 1865–1946), deutsche Schriftstellerin
- Anna Ahrens (Schriftstellerin, 1871) (1871–1960), deutsche Heimatdichterin
- Annette Ahrens (* 1972), österreichische Kunsthistorikerin
- Anton Konrad Friedrich Ahrens (1747–1811), Mitarbeiter am herzoglichen Kunst- und Naturalienkabinett, Vorläufer des heutigen Herzog Anton Ulrich-Museums und des Naturhistorischen Museums in Braunschweig
- Arne Ahrens (* 1975), deutscher Regisseur, Drehbuchautor und Filmproduzent
- August Ahrens (Entomologe) (1779/1780–1841), deutscher Entomologe
- August Ahrens (Politiker, 1889) (1889–1974), deutscher Politiker (SPD), MdBB
- August Ahrens (Politiker, 1896) (1896–1968), deutscher Politiker (SPD), MdHB

### B
- Barbara Ahrens (* 1969), deutsche Sprach- und Dolmetschwissenschaftlerin
- Bernhard Ahrens (1905–1978), deutscher Politiker (SPD), MdL Schleswig-Holstein
- Bertha Riedel-Ahrens (1850–nach 1908), deutsche Schriftstellerin
- Björn Ahrens (* 1981), deutscher Schauspieler
- Boye Ahrens (1876–Anfang der 1950er Jahre), deutscher Maler und Illustrator
- Brigitte Ahrens (* 1945), deutsche Sängerin

### C
- Carsten Ahrens (1961–2023), deutscher Kunsthistoriker
- Carsten Diederich Ahrens (Carston Diederick Ahrens; 1837–1918), deutschstämmiger britischer Optiker
- Cäsar Ahrens (1868–1934), deutscher Chemiker
- Christian Ahrens (Musikwissenschaftler) (* 1943), deutscher Musikwissenschaftler
- Christian Ahrens (Ruderer) (* 1976), US-amerikanischer Ruderer
- Claude Ahrens (1912–2000), US-amerikanischer Unternehmer
- Claus Ahrens (Archäologe) (1925–1998), deutscher Archäologe
- Claus Ahrens (Jurist) (* 1963), deutscher Jurist
- Conrad Meyer-Ahrens (1813–1872), Schweizer Medizinhistoriker, Balneologe, Arzt und Schriftsteller
- Conrad Heinrich Diedrich Ahrens (1843–1909), deutscher Kaufmann und Versicherungsunternehmer

### D
- Dave Ahrens (* 1958), amerikanischer American-Football-Spieler
- Dieter Ahrens (Leichtathlet), deutscher Leichtathlet
- Dieter Ahrens (Kunsthistoriker) (1934–2022), deutscher Philologe und Kunsthistoriker
- Dirk Ahrens (* 1971), deutscher Biologe und Taxonom

### E
- Eberhard Ahrens (1892–1945), deutscher Sanitätsoffizier
- Eduard Ahrens (1803–1863), estnischer Sprachforscher und Geistlicher
- Elisabeth Ahrens (1912–2012), deutsche Weberin
- Erik Ahrens (* 1994), rechtsextremer Influencer und Aktivist
- Ernst Ahrens (1910–1985), deutscher Klassischer Philologe und Lateindidaktiker
- Ernst-August Ahrens (1860–1926), deutscher Landwirt, Verbandsfunktionär und Politiker, MdL Preußen

### F
- F. G. Ahrens (Pseud. Walter Brügge; 1880–nach 1912), Kriminalschriftsteller
- Felix Ahrens (* 1986), deutscher Filmregisseur und Drehbuchautor
- Felix Benjamin Ahrens (1863–1910), deutscher Chemiker
- Fitnat Ahrens (* 1963), deutsch-türkische Autorin
- Frank Ahrens (* 1963), deutscher Fußballspieler
- Franz Ahrens (1858–1937), deutscher Architekt und Baubeamter
- Franz Ahrens (Journalist) (1912–nach 1974), deutscher Journalist und Politiker
- Friedrich Ahrens (1854–?), deutscher Musiker, Zitherspieler, Komponist und Musikverleger
- Fritz Ahrens (* 1955/1956), deutscher Modedesigner

### G
- Gaby Ahrens (* 1981), namibische Sportschützin
- Geert-Hinrich Ahrens (* 1934), deutscher Diplomat
- Georg Ahrens (Diplomat) (1890–1967), deutscher Diplomat
- Georg Ahrens (Politiker) (1896–1974), deutscher Politiker (NSDAP) und SS-Gruppenführer
- Georg Ahrens (Bildhauer) (1947–2021), deutscher Bildhauer
- Gerd-Axel Ahrens (* 1948), deutscher Verkehrswissenschaftler
- Gerhard Ahrens (1932–2024), deutscher Fußballspieler
- Gerhard Ahrens (Historiker) (* 1939), deutscher Wirtschaftshistoriker und Hochschullehrer
- Gerhard Ahrens (Publizist) (* 1944), deutscher Publizist, Übersetzer und Ausstellungskurator
- Gertrud Meier-Ahrens (1894–1944), deutsche Ärztin und Mensendieck-Lehrerin (in Auschwitz ermordet)
- Gualterio Enrique Ahrens (1906–1981), argentinischer Brigadegeneral und Diplomat
- Guillermo Ahrens, peruanischer Basketballspieler
- Günther Ahrens (1926–1999), deutscher Zahnmediziner und Hochschullehrer
- Gustav Ahrens (1860–1914), deutscher Bankier

### H
- Hanna Ahrens (Malerin) (1903–1985), deutsche Malerin
- Hanna Ahrens (Schriftstellerin) (1938–2024), deutsche Pastorin und Schriftstellerin
- Hans Ahrens (Schauspieler) (1869–1938), deutscher Schauspieler
- Hans Ahrens (Komponist) (1930–2014), deutscher Komponist
- Hans Albert Ahrens (1935–2018), deutscher Architekt
- Hans Detlef Ahrens (1931–2020), deutscher Generalmajor der Bundeswehr
- Hans Georg Ahrens (* 1944), deutscher Opernsänger (Bass)
- Hans Joachim Ahrens (* 1934), deutscher Psychologe
- Hans Jürgen Ahrens (* 1941), deutscher Jurist, Vorstandsvorsitzender des AOK-Bundesverbandes
- Hans-Jürgen Ahrens (* 1945), deutscher Rechtswissenschaftler und Hochschullehrer
- Hans-Werner Ahrens (* 1948), deutscher Generalmajor
- Heide Ahrens (* 1962), deutsche Managerin und politische Beamtin
- Heinrich Ahrens (Maler) (1805–1863), deutscher Maler und Fotograf
- Heinrich Ahrens (Philosoph) (1808–1874), deutscher Philosoph
- Heinrich Ahrens (Bildhauer) (1845–1904), deutscher Bildhauer und Heraldiker
- Heinrich Ahrens (Politiker) (1876–1951), deutscher Politiker (SPD), MdL Braunschweig
- Heinrich Ludolf Ahrens (1809–1881), deutscher klassischer Philologe
- Heinrich Wilhelm Ahrens (1903–2002), deutscher Versicherungskaufmann
- Heinz Ahrens (Manager) (1935–2017), deutscher Industriemanager und Politiker
- Heinz Ahrens (Musiker) (* 1937), deutscher Musiker, Gitarrist, Arrangeur, Komponist und Autor
- Helmut Ahrens (* 1950), deutscher Biograf und Journalist
- Henning Ahrens (* 1964), deutscher Schriftsteller
- Hermann Ahrens (1902–1975), deutscher Politiker (SPD, NSDAP, GB/BHE)
- Hermann Ahrens (Beamter) (1933–2016), deutscher Feuerwehrfunktionär und Direktor der Bundesanstalt Technisches Hilfswerk (THW)

### I
- Ingo Ahrens (* 1971), deutscher Handballspieler
- Irene von Treskow-Ahrens (1940–2019), deutsche Kunsthistorikerin, Illustratorin und anglikanische Priesterin

### J
- Janette Ahrens (* 1923), amerikanische Eiskunstläuferin
- Jehoshua Ahrens (* 1978), deutscher orthodoxer Rabbiner
- Jens-Rainer Ahrens (* 1938), deutscher Politiker (SPD)
- Jörg Ahrens (* 1967), deutscher  Generalarzt des Heeres der Bundeswehr
- Joseph Ahrens (1904–1997), deutscher Komponist und Organist
- Jürgen Friedrich Ahrens (1834–1914), deutscher Lehrer und Heimatdichter
- Jürgen Ahrens (* 1949), deutscher Schriftsteller, Texter, Journalist und Fotograf

### K
- Karl Ahrens (1924–2015), deutscher Politiker (SPD)
- Kurt Ahrens senior (1908–1988), deutscher Motorrad- und Automobilrennfahrer
- Kurt Ahrens junior (* 1940), deutscher Automobilrennfahrer

### L
- Lynn Ahrens (* 1948), amerikanische Librettistin

### M
- Mariella Ahrens (* 1969), deutsche Schauspielerin
- Marika Ahrens, deutsche Handballspielerin
- Marlene Ahrens (1933–2020), chilenische Leichtathletin
- Martin Ahrens (* 1956), deutscher Jurist und Hochschullehrer
- Mathias Ahrens (* 1963), deutscher Feldhockeytrainer
- Mathilde Ahrens (1805–1877), deutsche Theaterschauspielerin
- Matthias Ahrens (* 1961), deutscher Skilangläufer, Biathlet und Trainer
- Monique Ahrens (1939–2024), deutsche Schauspielerin und Fernsehansagerin

### O
- Otto Ahrens (1863–nach 1925), deutscher Lehrer und Autor

### P
- Paul Ahrens (1939–1989), US-amerikanischer Unternehmer
- Peter Ahrens (* 1945), deutscher Maler
- Peter-Paul Ahrens (1950–2023), deutscher Politiker (SPD)

### R
- Ralf Ahrens (* 1963), deutscher Historiker
- Renata Ahrens (1929–2023), deutsche Schmuckgestalterin und Kunsthandwerkerin
- Renate Ahrens (* 1955), deutsche Autorin
- Rüdiger Ahrens (* 1939), deutscher Anglist und Kulturwissenschaftler
- Rudolf Ahrens (1869–nach 1920), deutscher Lehrer und Atlantenherausgeber
- Rupert Ahrens (* 1957), deutscher Unternehmer

### S
- Sabine Ahrens-Eipper (* 1972), deutsche Psychologin und psychologische Psychotherapeutin
- Sandra Ahrens (* 1974), deutsche Politikerin (CDU), MdBB
- Sieglinde Ahrens (* 1936), deutsche Organistin und Hochschullehrerin
- Stefan Ahrens (* 1976), deutscher Wasserspringer
- Steffen Ahrens (* 1962), deutscher Bildhauer
- Stephan Ahrens (* 1945), deutscher Mediziner und Hochschullehrer

### T
- Tanja Walther-Ahrens (* 1970), deutsche Fußballspielerin und Sportwissenschaftlerin
- Theodor Ahrens (1940–2015), deutscher Professor für Missionswissenschaft
- Thomas Ahrens (Ruderer) (* 1948), deutscher Ruderer
- Thomas Ahrens (Schauspieler) (* 1952), deutscher Schauspieler
- Thomas Ahrens (Karambolagespieler) (* 1965), deutscher Karambolagespieler
- Thomas J. Ahrens (1936–2010), US-amerikanischer Geophysiker
- Tobias Ahrens (* 1993), deutscher Fußballspieler

### W
- Walter Ahrens (1923–2001), deutscher Elektriker, Ornithologe, Maler und Zeichner
- Walther Ahrens (1910–1981), deutscher Mikrobiologe und Hygieniker
- Werner Ahrens (* 1915), deutscher Journalist und Diplomat
- Wilfried Ahrens (* 1935), deutscher Journalist
- Wilhelm Ahrens (Mathematiker) (1872–1927), deutscher Mathematiker und Schriftsteller
- Wilhelm Ahrens (Politiker, 1878) (1878–1956), deutscher Politiker (SPD), Stadtältester von Berlin
- Wilhelm Ahrens (Geologe) (1894–1968), deutscher Geologe
- Wilhelm Ahrens (Politiker, 1898) (1898–1974), deutscher Politiker (SPD), MdBB
- Wilhelm Ahrens (Polizist) (1911–1980), deutscher Polizist und SS-Sturmbannführer
- Wilhelm Ahrens (Sportfunktionär), deutscher Sportfunktionär
- Willy Ahrens (1868–nach 1935), deutscher Unternehmer und Kommunalpolitiker
- Wolf-Eberhard Ahrens (* 1939), deutscher Brigadegeneral
- Wolfgang Ahrens (Ingenieur) (* 1944), deutscher Ingenieur und Hochschullehrer
- Wolfgang Ahrens (Biologe) (* 1955), deutscher Biologe, Sozialmediziner und Hochschullehrer